# Iñaki Irazabalbeitia
Iñaki Irazabalbeitia Fernández, né le 1er août 1957 à Saint-Sébastien, est un professeur et homme politique basque espagnol, membre d'Aralar.

## Carrière professionnelle
Il est professeur de chimie à l'université du Pays basque. Il est aussi membre correspondant de l'Académie de la langue basque depuis 2003.

## Carrière politique
Il est conseiller municipal de Tolosa en Guipuscoa depuis 2011.
Candidat en troisième position sur la liste Europe des Peuples - les Verts lors des élections européennes de 2009, il devient député européen en juillet 2013, en remplacement d'Ana Miranda, membre du Bloc nationaliste galicien. Au Parlement européen, il siège au sein du Groupe des Verts/Alliance libre européenne. Il est membre des commissions du développement régional et des pétitions, ainsi que des délégations à l'Assemblée parlementaire euro-latino-américaine et pour les relations avec les pays du Mercosur. Son mandat prend fin le 30 juin 2014.

## Publications
Nouvelles
- (eu) Arrotza paradisuan, 1991, Elkar;
- (eu) Uda guztiak eztituk berdinak, Isi, 1995, Kriselu.